# Asaccus iranicus
Asaccus iranicus — вид геконоподібних ящірок родини Phyllodactylidae. Ендемік Ірану. Описаний у 2011 році.

## Поширення і екологія
Вид поширений на узбережжі Перської затоки, в остані Бушир.